# Ría de Solía
La ría de Solía es un estuario que se encuentra entre los municipios de El Astillero y Villaescusa (Cantabria, España).
Se trata de la desembocadura del río Mina y toma su nombre de Solía, localidad de Villaescusa. Junto con la ría de San Salvador o Tijero, forma la ría de Astillero, que vierte sus aguas a la Bahía de Santander.
Su trascurso está entre el polígono de Guarnizo y la localidad homónima, y entre las localidades de Bofetán, Liaño, Encinas, Socabarga y San Salvador.

Ría de Solía

- Datos: Q6114707